# Црна Гуја 4
Црна Гуја 4 (енгл. Blackadder Goes Forth) је четврта и последња сезоне ББС-ијевог ситкома Црна Гуја, за који су сценарио написали Ричард Кертис и Бен Елтон. Серија је премијероно приказивана од 28. септембра до 2. новембра 1989. на ББЦ-1. Серија прати доживљаје сталних ликова Црног Гује, Болдрика и Џорџа у рововима Фландрије током Првог светског рата и бројне неуспешне покушаје Црног Гује да побегне из ровова како би се спасио сигурне смрти услед лошег командовања генерала Мелчета. Серија је такође запажена због своје оштре критике усмерене ка заповедништву Британске војске током рата и помиње бројне стварне личности овог периода. Поред тога, серија је запамћена по дирљивом крају последње епизоде.
Насупрот првобитним бригама да ће серија тривијализовати догађаје из рата, она је по свом емитовању добила похвале и освојила телевизијску награду Британске академије за најбољу комедију у 1989. Од тада се сматра класиком међу телевизијским серијама, а 2000. године људи из света глуме су је ставили на списак 100 најбољих британских телевизијских емисија коју је саставио Британски филмски институт. Међутим, историчари су је критиковали јер представља превише упрошћено гледиште на рат, који појачава раширени стереотип о лавовима предвођени магарцима.

## Сценарио
Црна Гуја 4 је смештена у 1917. у рововима Западног фронта током Првог светског рата. Капетан Едмунд Црна Гуја (Роуан Аткинсон) је професионални војник у Британској војсци који је, све до избијања Великог рата, уживао у каријери са релативно мало борбе борећи се обично против домородаца који су обично били „високи две стопе и наоружани сувом травом“. Нашавши се заглављен у рововима са још једним планираним „великим пробојем“, његова једина брига је да избегне да буде послат преко ивице у сигурну смрт. Серија тако прати покушаје Црног Гује да побегне ровове кроз разне начине, од којих већина пропадне због лоше среће, неспоразума и опште неспособности његових другова. Наведени другови су његов заменик, идеалистички аристократски едвардијански глупан поручник Џорџ (Хју Лори) и његов изузетно глуп, али одан пратилац редов С. Болдрик (Тони Робинсон).
Уместо Немаца, који се у серији углавном не виде (са изузетком епизоде Private Plane, где су они начин да Црна Гуја побегне из ровова), највећи непријатељи Црног Гује су његов претпостављени, ексцентрични генерал Мелчет (Стивен Фрај), који води своју војску из француског дворца 35 mi (56 km) иза линија фронта, и Мелчетов бирократски помоћник, капетан Кевин Драга (Тим Мекинерни). Упркос томе што су истог чина, Црна Гуја третира капетана Драгу са презиром - док је он на првој линији, овај други „слаже генералове пиџаме“. Њихова нетрпељивост је обострана, углавном као последица тога што Црна Гуја користи сваку прилику да се подсмева презимену капетане Драге.

### Теме
Црна Гуја 4 је сатиричнији него претходне три серијала Црне Гује, користи сваку прилику да изнесе анти-ратни поруку. Дијалоге су обележели сатирична размишљања о природи рата, његовом узроку и утицају на војнике који су патили за његово време. Чињеница да су војници патили док су њихови команданти остали безбедно удаљени од борби се такође помиње у многим приликама, нпр. када Мелчет каже Болдрику: „Не брини, синко, ако крене лоше, запамти да смо капетан Драга и ја иза тебе!“, на шта Црна Гуја добацује: „Да, око 35 mi (56 km) иза!“. У епизоди Corporal Punishment, Црна Гуја оправдава убијање зарад исхране голуба писмоноше (за кога се испостави да је Мелчетов кућни љубимац) говорећи: „Са 50.000 људи који буду убијени у једној недељи, коме ће недостајати један голуб?“. У овој епизоди Црна Гуја је осуђен на смрт стрељањем због овог чина, што је референце на тешке казне за дезертере по законима рата.
У Private Plane, након што је чуо да су Црна Гуја и Болдрик можда убијени када је њихов авион оборен изнад немачких линија, Мелчет покушава да орасположи Џорџа показујући му модел земљишта у природној величини (што износи 17 квадратних стопа) који су Британци повратили, што је коментар на велике људске жртве и мале територијалне добитке који су се дешавали у средњим фазама рата. Касније у истој епизоди, Црна Гуја описује Велики рат као „рат који би био проклето једноставнији да смо остали у Енглеској и недељно стрељали педесет хиљада наших људи“.
Фелдмаршал сер Даглас Хејг, чији су наређења наводно довела до стотина хиљада британских жртава код Пашендала и на Соми, се стално помиње у серији. Сам Црни Гуја описује Хејгове покушаје продора као ништа више од "још једног гаргантуанског напора да помери свој кабинет са пићем шест инча ближе Берлину". У епизоди Goodbyeee, једна сцена исмева Хејгове професионалне способности тако што га приказује како се игра са војницима играчкама, које ноншалантно чисти од рова до рова, а онда на под док слуша преко телефона молбу Црног Гује да га извуче из коначног пробоја.
Серија подсећа на низ познатих историјских догађаја из рата, као што су Божићно примирје 1914. Црна Гуја подсећа на догађај речима: "Обе стране напредовала више у току једне божићне пијанке, него што су урадиле у наредне две и по године рата. У серији постоје и референце на популарне догађајее, као и на претходне сезоне. У епизоди Private Plane поново се појављују ликови лорд Флешхарт и Боби из прве епизоде друге сезоне Bells, као и чувени летачки ас барон Манфред фон Рихтхофен. Заплет треће епизоде Major Star укључује презир Црног Гује према звезди немих филмова Чарлију Чаплину, кога он сматра „смешним као и добијањем стреле кроз врат, а затин откривањем да је на њему везан рачун за гас“.
У петој епизоди General Hospital, анти-немачко расположење у Британији током рата се спомиње у више наврата. Генерал Мелчет наређује Црном Гуји да открије шта је иза цурења у најтајнијих борбених планова и одмах, мада погрешно, упирем прстом на „немачког шпијуна“ (за кога се испостави да је један од њихових). Црна Гуја искоришћава прилику да „испита“ капетана Драгу, који је оштро пориче да је шпијун и каже да је он „Британац исто колико и краљица Викторија“, на шта Црна Гуја саркастично одговора: „Онда, твој отац је Немац, ти си полу-Немац и удат си за Немца?“ Краљ Џорџ V (унук краљице Викторије), чија династија је диреткно потицала од немачког племства, је 1917. променио име краљевске породице из Сакс-Кобург и Гота у Виндзор у покушају да удовољи британским националистичким осећањима.
Последња епизода овог серијала Goodbyeee, иако кроз већину сцена верна устаљеном комичном стилу серије, је упамћена по чисто драмској и изузетно дирљивој завршној сцени, у којој су главни ликови (осим генерала Мелчета) коначно послати преко ивице. Уз звуке спорије уводне теме, њих четворица се виде као успорено јуришају на ничија земљанилијој земљи испуњеној маглом и димом, уз експлозије и паљбу свуда унаоколо, пре него што сцена избледи у снимак поља црвених макова и цвркут птица. Судбина њих четворице је остала неразјашњена. Последња реченица коју изговара Црни Гуја пред јуриш је такође обележена необичајно осећајним и дирљивим тоном, коју каже након што Болдрик каже да има задњи лукав план да их спасе од предстојеће судбине:
Па, бојим се да ће морати да сачека. Шта год да је, сигуран сам да је бољe од мог плана да се извучем из овога правећи се да сам луд. Мислим, ко би приметио још једног лудака овде? ... Срећно свима.